# Adelanto (Kalifornia)
Adelanto város az USA Kalifornia államában, San Bernardino megyében. Lakosainak száma 38 046 fő (2020. április 1.).

## Népesség
A település népességének változása:

| 2010 | 31 765 |
| 2020 | 38 046 |